# مانت بلویو (تگزاس)
مانت بلویو، تگزاس(به انگلیسی: Mont Belvieu, Texas) شهری در ایالت تگزاس از ایالات جنوبی ایالات متحده آمریکا است. در سرشماری سال ۲۰۰۰، جمعیت این شهر ۲۳۲۴ نفر اعلام شد.